# Carn fumada

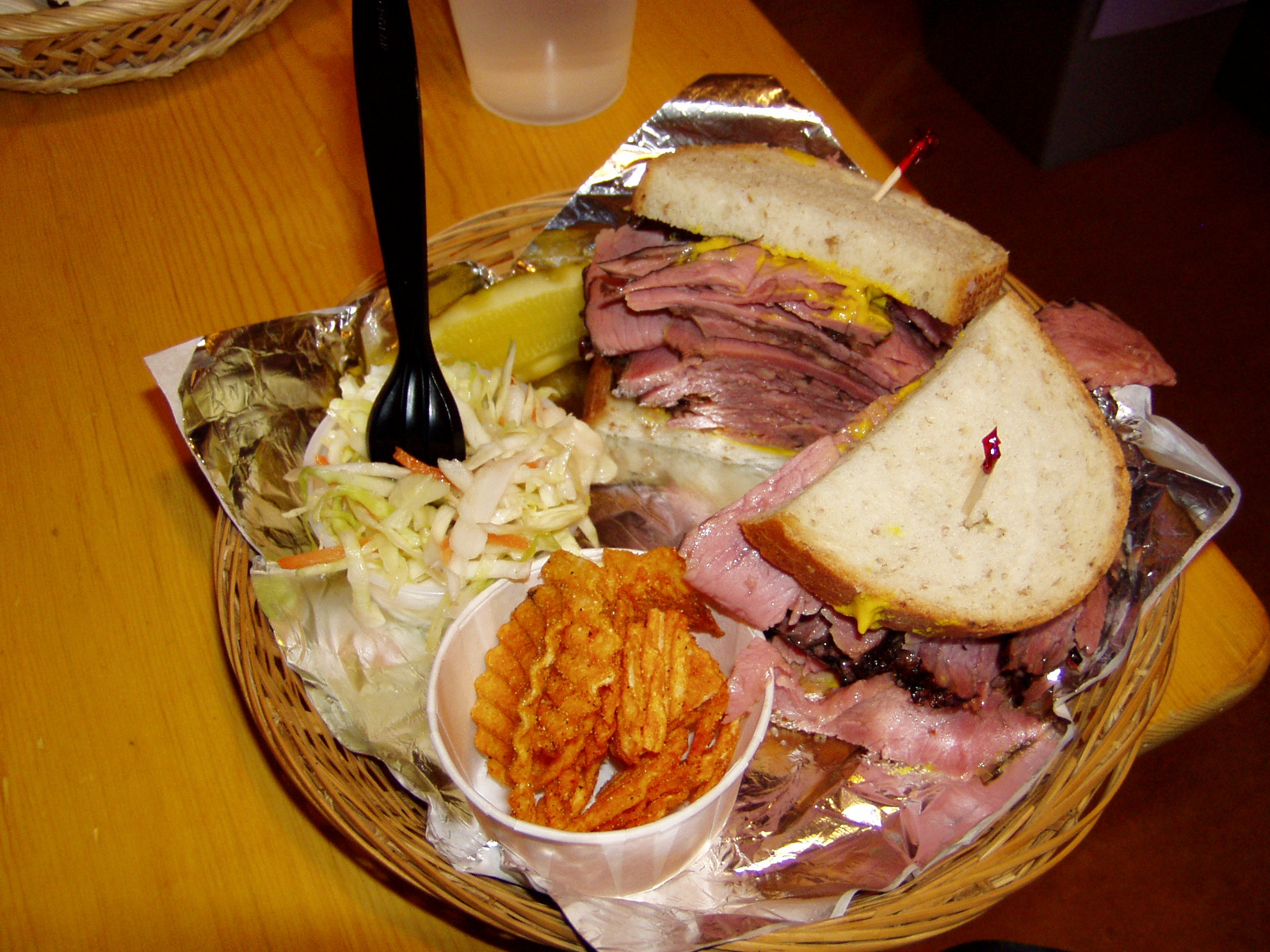
Entrepà de carn de bou fumada, servit amb coleslaw, patates fregides i alguns adobats

La carn fumada és una forma de preparar carns que es va originar a l'Europa central. El fumatge –sovint combinat amb salaó– és una tècnica de preservació comuna en regions húmides més al nord. Al mediterrani amb clima més càlid preval el salat i assecat. Abans dels sistemes refrigerats era una de les tècniques indispensables per conservar la carn que ara és manté per raons gastronòmiques. Moltes regions tenen llurs receptes i especialitats tradicionals. A Europa, dominen les preparacions amb porc, però hi ha receptes amb bou, com la típica cecina lleonesa o altres provinents de la comunitat jueva dels Balcans que hauria après la tècnica dels exèrcits otomans.
No hi ha poc o gaire especialitats fumades als Països Catalans, tret possiblement pernils i cuixots de Menorca, que serien d'influència anglesa.

## Unes especialitats regionals

### Alemanya: càsseler, pernil de la Selva Negra
El càsseler és una preparació de carn de porc curada amb ginebró i lleugerament fumada amb llenya de faig. És menja generalment d'hivern en plats calents combinats amb colinaps, col verda, xucrut.
El pernil de la Selva Negra (IGP) és un pernil fumat cru de la Selva Negra, amb una aroma intensa i una gruixuda escorça de color marró negre, que es forma en fumar-lo sobre serradures i cons d'avet.

### Bèlgica: pernil de les Ardenes, filet d'Anvers
El pernil de les Ardenes (en francès jambon d'Ardenne) és un pernil salat o fumat típic de la província de Luxemburg i uns cantons limítrofs de les províncies de Lieja i de Namur amb indicació geogràfica protegida. El microclima de les Ardenes i els processos de maduració i assecat del pernil verd (sense curar) li donen un sabor i una textura molt propis.
Filet d'Anvers és una especialitat d'Anvers, fet a la regió dels Kempen al nord de la ciutat. Es fa servir una part de carn molt magra de la cuixa bovina, salat i fumat amb serradís de faig i roure, branques primes de pi i de ginebró. És menja fred en amanides o entrepans.

### Canadà:Montreal smoked meat
La «carn fumada de Mont-real» comença a vendre-s'hi al pas del segle xix al xx. L'origin del plat avui esdevingut tradicional no és gaire clar, però és segur que són immigrants jueus que l'han introduït al Canadà. Un primer esment escrit data del 1876. Tot i citar-se sovint el lituà Benjamin Kravitz, seria més aviat el romanès Aaron Sanft que el 1884 en va ser el veritable pioner, almenys és el primer que va publicar un anunci. La carn de bou fumada s'origina a Turquia i va ser importada a Romania per les tropes otomanes. Els carnissers jueus romanesos en van millorar la curació per fer-ne una delicadesa exquisidament tendra. Es fa servir un pit de bou o de vedella complet, el que fa que hi ha part més i menys grassos. Antany la carn era recoberta de sal i espècies i marinada durant un mes amb el seu propi suc. Després es va penjar la carn en un fumador durant deu hores. Avui en dia el procediment s'ha industrialitzat i els temps són més curts.

### Castella i Lleó: cecina
La cecina és una carn curada, adobada amb sal i fumada, i envellida que es fa amb carn de peu de vedella o bou, cabra, cavall, conill, llebre o ase però mai de porc, a les províncies de Zamora, Palència i Lleó. Hi ha una denominació d'origen «cecina de León» de vaca i una de cabra, la «cecina de chivo de Vegacervera».

### França
França té moltes especialitats regionals de botifarres i pernils fumats, més aviat a les regions muntanyenques. Per obtenir la marca de qualitat «Savoir-Faire Charcutier Français» el gremi dels cansaladers només accepta productes fets amb fum natural. Entre les multiples especialitats hi ha la francfurt et la mettwurst d'Alsàcia, el figatellu de Còrsega, la botifarra de Morteau, les embotits del Doubs…

### Luxemburg:Judd mat Gaardebounen, Pernil d'Oesling
Entre els plats més típics de Luxemburg hi ha el Judd mat Gaardebounen, que és el coll de porc, fumat i servit amb faves. Judd és un mot en luxemburguès d'etimologia incerta. No té res a veure amb la paraula homògrafa que significa jueu, sembla que provindria més aviat del castellà judía, (fava) com que van ser els espanyols que van introduir-hi les faves durant l'ocupació de les Disset Províncies que va durar de 1581 a 1684 a Luxemburg.

### Països Baixos:rookworst

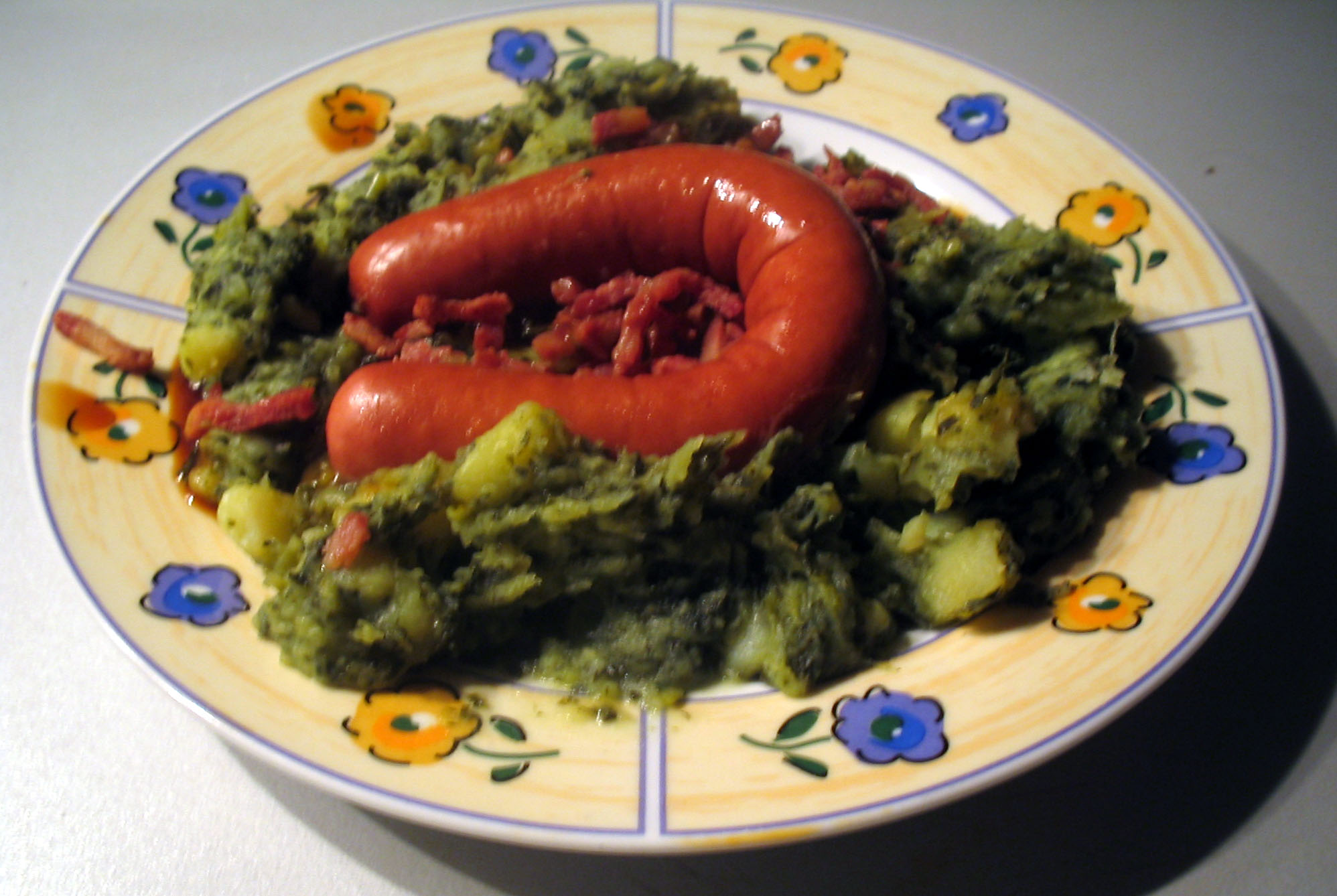
Col amb rookworst a la neerlandesa

A l'autumne i hivern, el rookworst (butifarra de porc fumada) combinat amb diferents varietats de col i patates és quasi el plat nacional dels Països Baixos. El 2005 se'n venien en la temporada una mitjana de mil tones per setmana. La gran majoria és un producte industrial homogeneïtzat i industrialitzat, que mai no ha vist fum. Pren el gust per una vaporització d'aroma artificial o un marinatge en aroma de fum líquid.

### Romània, Estats Units:pastrami
El pastrami és la variant romanesa del pastırma turc.